# Marsdenia microlepis
Marsdenia microlepis är en oleanderväxtart som beskrevs av George Bentham. Marsdenia microlepis ingår i släktet Marsdenia och familjen oleanderväxter. Inga underarter finns listade i Catalogue of Life.